# E-BODY
E-BODY（イー-ボディー）は、日本のアダルトビデオメーカー名、及びその作品シリーズ名である。

## 概要
2007年に登場した、北都（アウトビジョン、現・株式会社WILL）の社内レーベルである。プレイにおいては、特にシチュエーションやストーリーは置かず、玩具もまったく用いない、シンプルで扇情的なセックスを特徴とした作品を制作している。また、レーベル名の由来でもあるように、出演女優がグラマーな身体であることを特徴としている。
AVグランプリ2009で、『E-BODY SPECIAL』に出演したかすみりさが女優部門優秀賞に選ばれた。
2014年12月、人妻系の新レーベル『花ざかりの妻たち』がスタート。
2022年8月、『初めて出来た彼女を脱がしたら…』シリーズが「令和のテッパンシリーズ」として週刊プレイボーイにおいて誌面特集される。同シリーズは2023年6月の同誌でも特集された。
なお、「E-BODY」、「e-body」という言葉は他メーカーや風俗店名などでも使用されているが、無関係である。
アダルトビデオ
- 超 E-Body エッチなカラダの女たち（2002年3月21日、ビデオバンク）出演:中山ひなの、中谷美由紀、三井エリ、他3名
- 超 E-Body2 ザ スペシャルボディーズ（9月21日、ビデオバンク）出演3名
- 超 E-Body3 美乳美尻の超A級ボディー（12月21日、ビデオバンク）出演6名
- E-Body Limited [超パーフェクトモデル]（2003年6月10日、ビデオバンク）出演9名
- E-BODY野外FUCK VOL.1（2009年1月16日、グレイズ）共演:eco、MOKA、石川みずき、仲村ろみひ

イメージビデオ
- E-BODY DANCE VALLEY（2005年8月19日、スタイルアート/妄想族）出演:中山りお、水沢ダイヤ 、芹沢レイ、吉川ゆい
- E-BODY DANCE VALLEY2（2006年3月29日、スタイルアート/妄想族）出演:矢崎茜、相沢夏海、早乙女みなき

### アウトビジョングループ内のコラボ
- 2011年11月、S1とW専属の形で、アンジェをプロデュースした。
- 2012年7月～10月にkira☆kira・kawaii*・Rookieと、12月にMOODYZとコラボしている。なお、Rookieとは、2013年2月に、5周年記念企画として再びコラボしている。
- 2013年10月～2014年2月、kira☆kira・kawaii*・Madonna・ATTAKERS・Rookieとコラボしている。
- 2013年11月、kawaii*とW専属で槇原愛菜がデビュー。
- 2014年9月、MadonnaとW専属で黒木琴音がデビュー。
- 2016年1月、MOODYZとW専属で尾崎ののかがデビュー。4月、ティアがMOODYZとコラボ。
  - 新人NO.1STYLE 大型新人W契約!（2011年12月19日、S1 ） 出演:アンジェ
  - E-BODY×kira☆kira×kawaii*3メーカー連動コラボ作品第1弾!キラカワ☆E学園 爆乳女教師大乱交 熱血性教育改革の幕開け（2012年7月13日、E-BODY）出演:中森玲子、羽月希、一ノ瀬ルカ
  - kira☆kira×E-BODY×kawaii*3メーカー連動コラボ作品第2弾!キラカワ☆E学園 HIGH SCHOOL GALS SPECIAL 壮絶中出し大乱交（7月19日、kira☆kira）出演:さとう遥希、成瀬心美、泉麻那、橘なお、桜りお、立花樹里亜
  - kawaii*×kira☆kira×E-BODY3メーカー連動コラボ作品第3弾!キラカワ☆E学園 エッチに弾けちゃうぞkawaii*大乱交（7月25日、kawaii）出演:さとう遥希、成瀬心美、宇佐美なな、松下ひかり、紡木かよ、愛内希
  - ROOKIE×E-BODY×kira☆kira×kawaii*4メーカー連動コラボ作品第4弾!キラカワ☆E学園 最終章 めちゃめちゃ大乱交ROOKIE編（10月19日、ROOKIE）共演:さとう遥希、成瀬心美、宇佐美なな、松下ひかり、紡木かよ、立花樹里亜、一ノ瀬ルカ、愛内希、羽月希、橘なお、桜りお、泉麻那、中森玲子
  - MOODYZ×E-BODYコラボSPECIAL 1日10回射精しても止まらないオーガズムSEX（12月13日、MOODYZ）出演:ティア
  - E-BODY SEX×一万人とSEXした女（2013年2月19日、ROOKIE）出演:りんか
  - MOODYZ×E-BODYコラボSPECIALスーパーボディー×ピタコス SPECIAL（9月13日、MOODYZ）出演:赤井美月
  - E-BODY×kira☆kira×kawaii*×Madonna×ATTACKERS 5メーカーコラボ作品第1弾! 秘湯 淫華温泉 美しきスーパーボディ捜査官（10月13日、E-BODY）出演:椎名まりな、小早川怜子、西條るり、神川ひな
  - kira★kira×E-BODY×kawaii*×Madonna×ATTACKERS 5メーカーコラボ作品第2弾!  秘湯 淫華温泉 黒ギャル軍団ハメ狂い中出し超絶大乱交（10月19日、kira★kira）出演:桜井あゆ、芹沢つむぎ、北乃ちか、さくら悠、友田彩也香
  - kawaii*×E-BODY×kira☆kira×Madonna×ATTACKERS 5メーカーコラボ作品第3弾! 秘湯 淫華温泉 媚薬に溺れる女学生（10月25日、kawaii*）出演:尾上若葉、愛須心亜、葵こはる、安土結、木村つな
  - Madonna×E-BODY×kira☆kira×kawaii*×ATTACKERS 5メーカーコラボ作品第4弾! 秘湯 淫華温泉 〜乱交の湯に濡れる母〜（10月25日、Madonna）出演:愛田奈々、秋野千尋、澤村レイコ、翔田千里
  - ATTACKERS×E-BODY×kira☆kira×kawaii*×Madonna 5メーカーコラボ作品第5弾! 秘湯 淫華温泉 湯けむり 性奴隷化計画（11月7日、ATTAKERS）出演:尾上若葉、西条るり、愛田奈々、さくら悠、友田彩也香、芹沢つむぎ
  - ROOKIE×E-BODY×kira☆kira×kawaii*×Madonna×ATTACKERS 6メーカーコラボ作品 第6弾!秘湯 淫華温泉【完全版＋α】 豪華!!人気女優総勢18名×28P淫乱大乱交SP!!（2014年2月19日、Rookie）出演:安土結、尾上若葉、葵こはる、愛須心亜、さくら悠、北乃ちか、愛田奈々、翔田千里、秋野千尋、芹沢つむぎ、友田彩也、 桜井あゆ、神川ひな、西條るり、小早川怜子、椎名まりな、木村つな、澤村レイコ

## 主な出演女優
◎は現専属。
2024年
- 宮本留衣（3月専属デビュー[4][5]）◎
- 莉々はるか（2019年3月に「稲場るか」名義で専属デビュー。6月に「莉々はるか」名義で専属復帰[6]。）◎

2017年
- 皆川エレナ（1月専属デビュー）
- 堺希美（1月専属デビュー）
- なつき（2月専属デビュー）
- 後藤里香（3月専属デビュー - 5月）
- 大島ひな（3月専属デビュー - 4月）
- 雪染ちな（4月専属デビュー）
- めぐり（2017年4月SSS-BODY）
- 結月恭子◎（5月専属デビュー - ）
- 双葉良香◎（6月専属デビュー）
- 並樹ひかり◎（6月専属デビュー）
- 森川アンナ◎（6月専属デビュー）

### 過去
2011年以前
- かすみりさ（2008年11月SSS-BODY）
- 桜ここみ（2010年2月 - 2011年3月[7]）
- JULIA（4月専属デビュー - 2016年4月、SSS-BODY）
- 竹内あい（2011年1月SSS-BODY）
- 佳山三花（2月SSS-BODY）
- 水咲カレン（3月専属デビュー - 5月）
- 初音みのり（4月SSS-BODY）
- 沖田杏梨（11月SSS-BODY）
- 春菜はな（12月SSS-BODY）

2012年
- 西條るり（2月SSS-BODY）
- ティア（6月専属デビュー - 2015年7月、2015年11月専属復帰SSS-BODY - 2016年11月）
- 上原保奈美（7月SSS-BODY）
- 麻生早苗（8月SSS-BODY）
- 滝川ソフィア（9月専属デビュー - 2013年2月）
- 鶴田かな（9月SSS-BODY）
- 姫野ゆうり（10月SSS-BODY）
- 蒼井まなみ（10月専属デビュー - 12月）
- 麻美ゆま（11月SSS-BODY）
- 赤井美月（12月デビュー - 2014年9月）
- 里美ゆりあ（12月SSS-BODY[8][8]）

2013年
- 奥田咲（2月専属移籍SSS-BODY - 2016年5月）
- AYU（7月3作限定専属デビュー - 9月）
- 椎名まりな（8月専属デビュー - 11月）
- 長谷川リホ（8月SSS-BODY）
- Hitomi（9月SSS-BODY[8]）
- 山手栞（10月専属デビュー - 12月）
- 槇原愛菜（11月専属デビュー[9] - 2014年1月）
- 本田岬（11月SSS-BODY）
- 白咲梓（12月デビュー、SSS-BODY）

2014年
- 事原みゆ（2月専属デビュー - 11月）
- 司ミコト（3月専属移籍SSS-BODY - 5月）
- 吉川あいみ（8月SSS-BODY、2016年6月）
- 黒木琴音（9月専属デビュー[10]）
- 霧島さくら（10月専属デビュー - 2015年2月）
- ゆいの（10月専属デビュー - 2015年11月）→桃瀬友梨奈（2015年9月専属 - 2016年9月）
- 佐伯ゆきな（11月専属移籍）
- 綾見ひなの（11月専属デビュー）
- 松坂美紀（12月専属デビュー）
- 一条綺美香（12月専属移籍）

2015年
- 杏（1月専属デビュー - 3月）[11]
- 美竹すず（2月専属デビュー - 2016年6月、SSS-BODY）
- 片平あかね（2月SSS-BODY専属デビュー - 5月）
- 鈴木真夕（5月専属デビュー - 2016年6月）
- NAOMI（10月専属デビュー - 2016年11月）
- 笹本梓（10月専属デビュー）

2016年
- 能美ちなつ（1月専属デビュー - 2月）
- 尾崎ののか（1月専属デビュー[12]）
- 諏訪ゆい（3月専属デビュー）
- 水澤りこ（4月専属デビュー - 5月）
- 相澤ゆりな（5月専属移籍 - 6月）
- 三島奈津子（6月専属デビュー - 8月）
- 佐倉ねね（7月専属デビュー - 2017年4月）
- 岡沢リナ（8月専属デビュー）
- 八神さおり（9月専属デビュー - 2017年2月）
- 浜崎なお（9月専属デビュー - 10月）
- 美田さえ（10月専属デビュー）
- 清城ゆき（11月専属デビュー - 12月）
- 深田ナナ◎（12月専属デビュー - 2017年）

## E-BODY賞
MOODYZ忘年会にて授与。
- 2023年 最優秀E-BODY賞 羽月乃蒼[13]
- 2024年 最優秀E-BODY賞 莉々はるか[14]